# Перша угорська республіка
Перша угорська республіка, офіційно Угорська Народна Республіка (угор. Magyar Népköztársaság), з 1919 року Угорська Республіка (угор. Magyar Köztársaság) — незалежна республіка, проголошена після розпаду Австро-Угорської монархії в 1918 році.

## Історія
Угорська Народна Республіка була створена революцією айстр, яка почалася в Будапешті 31 жовтня 1918. Офіційне проголошення республіки відбулося 16 листопада 1918 і її президентом став Міхай Карої. Ця подія також стартувала незалежність угорської держави, якою керувала Габсбурзька монархія протягом кількох століть. Наступна революція 21 березня 1919 скасувала Угорську Народну  Республіку і проголосила Угорську Радянську Республіку.